# Walter Long
Walter Huntley Long, född 5 mars 1879 i New Hampshire, död 4 juli 1952 i Los Angeles, var en amerikansk skådespelare.
Long är mest känd för sin medverkan i flera av D.W. Griffiths filmer, bland annat i Nationens födelse från 1915 och Intolerance från 1916.
Han medverkade även i några filmer med Rudolph Valentino och komikerduon Helan och Halvan.

## Filmografi (i urval)
- 1915 – Nationens födelse
- 1916 – Intolerance
- 1921 – Shejken
- 1922 – Blod och sand
- 1929 – Öster om Suez
- 1931 – Falken från Malta
- 1931 – In igen och ut igen!
- 1932 – Två käcka sjömän
- 1934 – Oss tjallare emellan
- 1934 – Med spöken i lasten
- 1937 – Stjärna sökes[3]